# آمینات یوسف جمال
آمینات یوسف جمال (انگلیسی: Aminat Yusuf Jamal؛ زادهٔ ۲۷ ژوئن ۱۹۹۷) دونده زن نیجریه‌تبار اهل نیجریه است.